# Låglandsakalat
Låglandsakalat (Sheppardia cyornithopsis) är en fågel i familjen flugsnappare inom ordningen tättingar.

## Utseende och läte
Låglandsakalat är en liten och skygg akalat. Den är rödbrun på rygg och vingar, grå i ansiktet och undertill bjärt rödorange på bröstet kontrasterande mot den vita buken. Inom dess utbredningsområde är största förväxlingsrisken skogsskvätta, men skiljer sig på det tydligt gråfärgade ansiktet och avvikande läten. Sången består av serier med klara och sorgsamma visslingar, med korta pauser emellan. Även en snabbare och mer metallisk serie kan också höras.

## Utbredning och systematik
Låglandsakalat delas in i tre underarter:
- Sheppardia cyornithopsis houghtoni – förekommer i lågländer från Guinea till Sierra Leone, Liberia och Elfenbenskusten
- Sheppardia cyornithopsis cyornithopsis – förekommer i låglänta skogar i södra Kamerun och Gabon
- Sheppardia cyornithopsis lopezi – förekommer i låglänta skogar från östra Demokratiska republiken Kongo till västra Uganda och nordvästra Tanzania

### Familjetillhörighet
Akalater liksom fåglar som rödhake, näktergalar, stenskvättor, rödstjärtar och buskskvättor behandlades tidigare som en trastar (Turdidae), men genetiska studier visar att den tillhör familjen flugsnappare (Muscicapidae).

## Levnadssätt
Låglandskalat hittas i högväxta låglänta skogar, dock lokalt högre upp i lägre bergstrakter. Den förekommer i skogens nedre skikt, ofta i mörka och skuggiga områden nära vatten.

## Status och hot
Arten har ett stort utbredningsområde, men tros minska i antal, dock inte tillräckligt kraftigt för att den ska betraktas som hotad. Internationella naturvårdsunionen IUCN listar arten som livskraftig (LC).